# Сарган звичайний
Сарган звичайний (Belone belone L.) — вид риб родини сарганових (Belonidae), один з двох представників роду сарган (Belone). Об'єкт промислу, також є об'єктом лову рибалок-аматорів.

## Опис

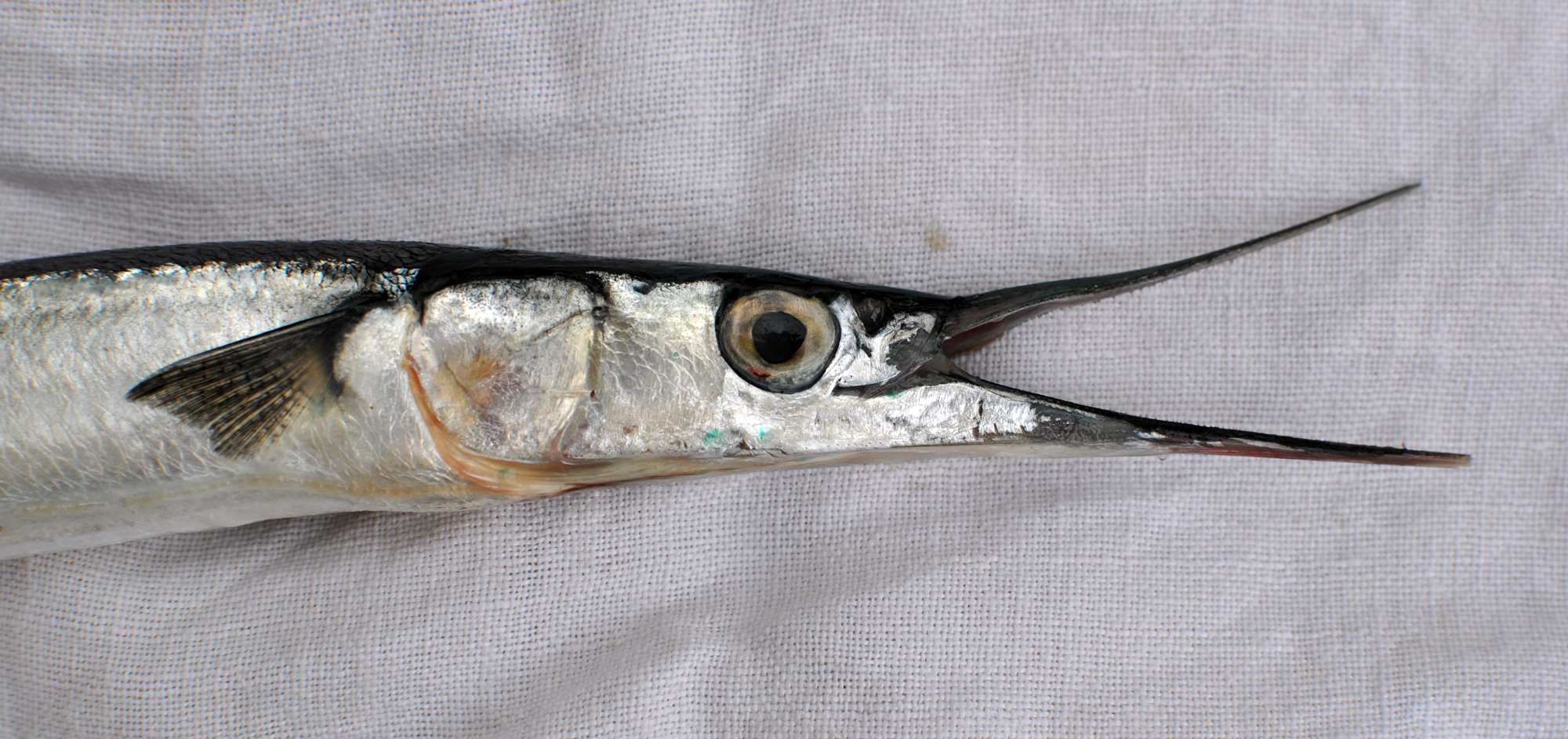
Голова саргана

Риба сягає довжини 93 см, зазвичай 45 см, вагою до 1,3 кг. Для саргана властиве стрілоподібне тіло, вкрите дрібною сріблястою лускою. Має видовжені у вигляді дзьобу щелепи з дрібними конічними зубами. Спина темна, зеленого кольору, боки та черево сріблясті. Особливістю риби є зелений колір кісток. Це пояснюється наявністю в них пігменту аналогічного білівердину жовчі, який є продуктом обміну риби.

## Поширення

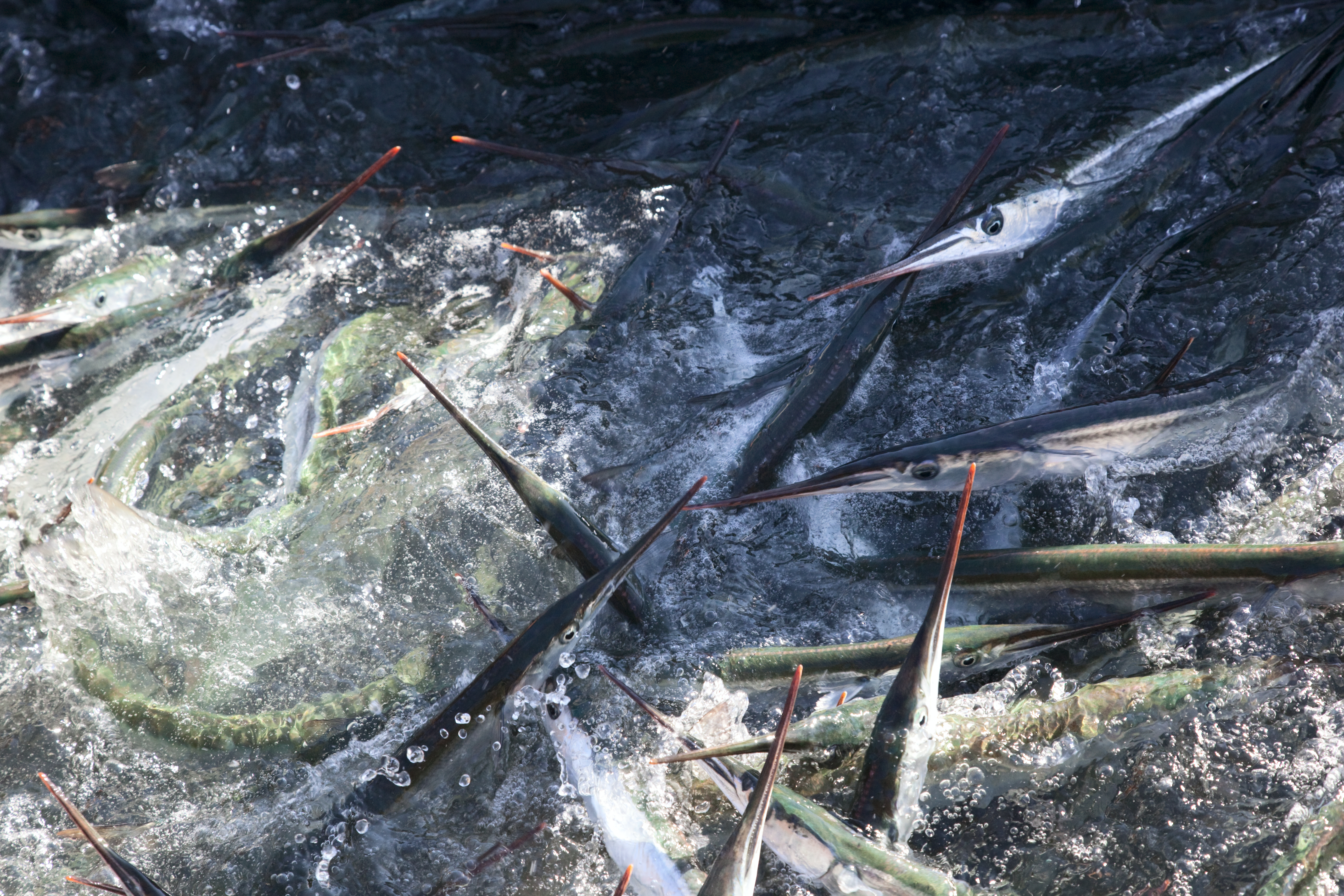
Сарган з Балтійського моря, Естонія

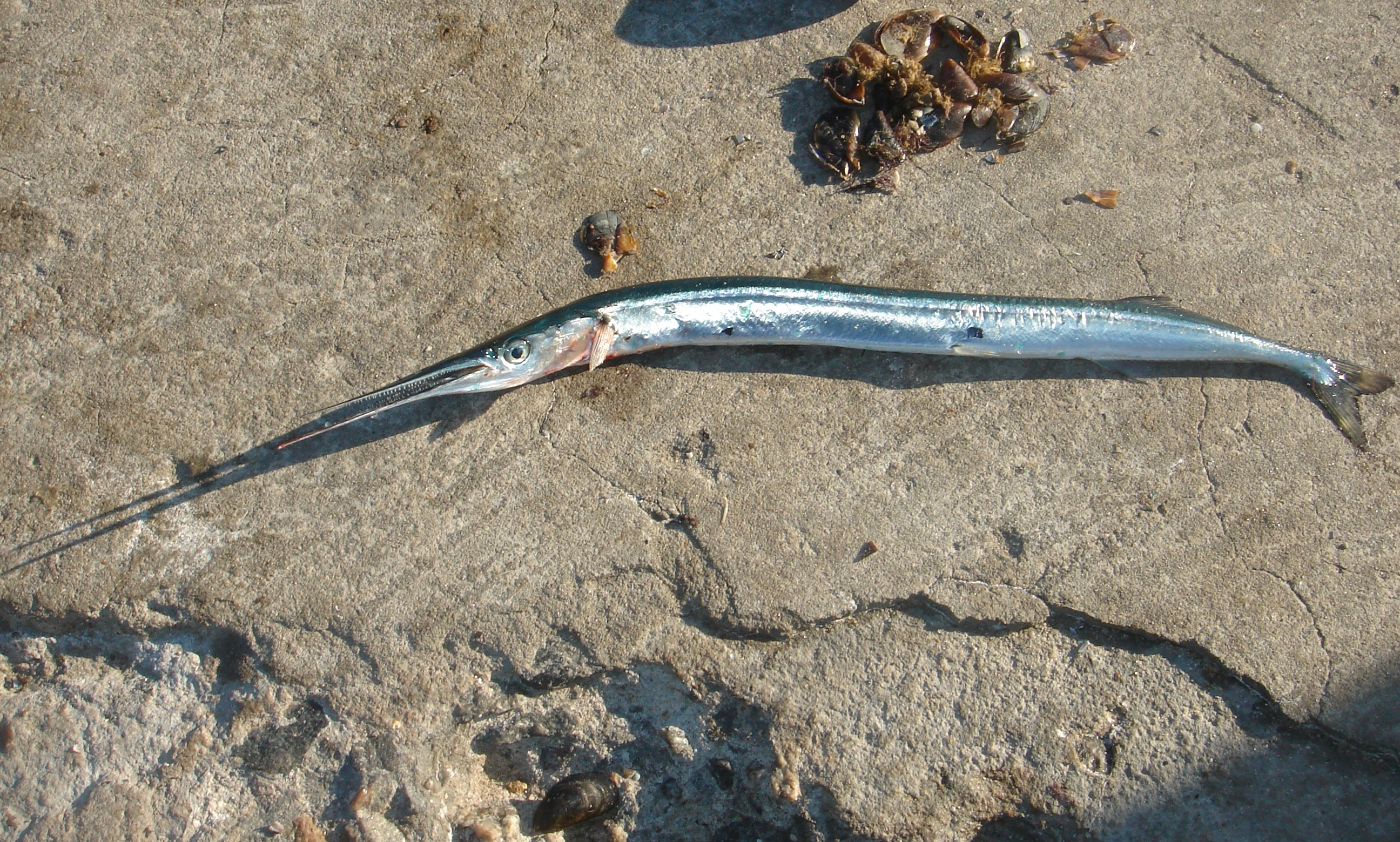
Сарган з Чорного моря, прибережжя України

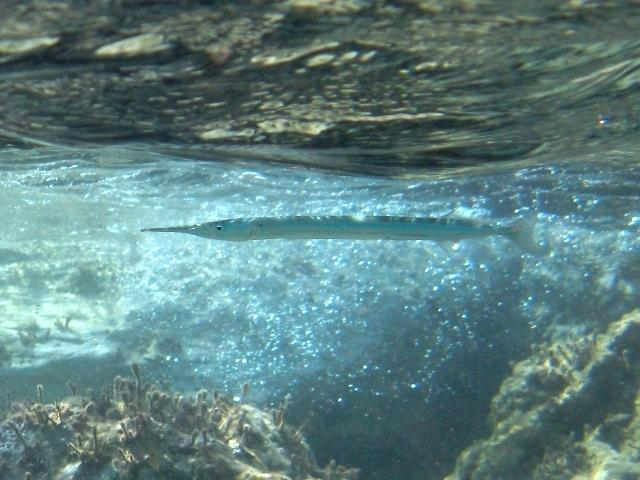
Сарган у природному середовищі, узбережжя Греції, острів Крит

Ареал охоплює східну Атлантику і Середземне море. В Україні поширена у Чорному і Азовському морях. У різних частинах ареалу відзначаються різні підвиди.
За даними Коллетт і Паріна у 1970 році було виділено 3 підвиди:
- Belone belone belone (Linnaeus, 1761) — північно-східна Атлантика;
- Belone belone euxini Günther, 1866 — Чорне і Азовське моря;
- Belone belone acus Risso, 1827 — Середземне море і прилеглі ділянки Атлантики, біля берегів Мадейри, Канарських і Азорських островів, на південь до Кабо-Верде[3];

У 1990 році ті ж автори вказують ще один підвид:
- Belone belone gracilis Lowe, 1839 — узбережжя Франції, на південь до Канарських островів, Середземне море включно.[4]

## Особливості біології
Навесні у сарганів починається період відтворення: уздовж узбережжя вони відкладають круглі яйця, які за допомогою тонких липких ниток прикріплюються до водоростей та іншої водної рослинності. Личинки саргана народжуються без дзьоба, він з'являється тільки у дорослих особин. Взимку саргани переміщуються у відкрите море. Колір кісток цієї риби має відтінок від світло- до темно-зеленого, через, як вважається, підвищений вміст фосфору.
Хижак, живиться молоддю риб.

## Охорона
На більшій частині ареалу стан природних популяцій виду залишається більш-менш стабільним. Саме тому він, згідно з Червоним списком МСОП, отримав охоронний статус «відносно благополучний вид». Але в окремих регіонах спостерігається тенденція до зниження чисельності популяції виду. Тому сарган звичайний занесений до Червоної книги Чорного моря (охоронна категорія: вид перебуває в небезпечному стані).